# Aroostookfloden
Aroostookfloden (engelska: Aroostok River, (franska: Rivière Aroostook)) är en biflod till Saint John-floden i Maine och New Brunswick. Om vårarna svämmar floden ofta över, vilket bland annat skedde i mars-april 1999, april-maj 2003 samt april 2004.
Under sent 1830-tal utkämpades här Aroostookkriget efter en gränstvist.